# Zenyatta Mondatta
Zenyatta Mondatta – trzeci album brytyjskiej grupy rockowej The Police, wydany w październiku 1980 roku.

## Lista utworów
1. Don't Stand So Close to Me (Sting) 4:02
2. Driven to Tears (Sting) 3:21
3. When the World Is Running Down, You Make the Best of What's Still Around 3:37
4. Canary in the Coalmine (Sting) 2:26
5. Voices Inside My Head (Sting) 3:52
6. Bombs Away (Stewart Copeland) 3:08
7. De Do Do Do, De Da Da Da (Sting) 4:07
8. Behind My Camel (Andy Summers) 2:54
9. Man in the Suitcase (Sting) 2:18
10. Shadows in the Rain (Sting) 5:03
11. The Other Way of Stopping (Stewart Copeland) 3:22